# Mulatu Teshome
Mulatu Teshome Wirtu (ge'ez: ሙላቱ ተሾመ), född 29 januari 1957 i Ārjo i dåvarande provinsen Welega (i nuvarande Oromia), är en etiopisk politiker som var Etiopiens president mellan 7 oktober 2013 och 25 oktober 2018.
Mulatu föddes i Arjo i östra Welega och tillhör oromofolket. Han doktorerade vid Pekings universitet. Sedan blev han diplomat och var bland annat ambassadör i Japan och Kina.
Efter detta blev Mulato Teshome 1995 utsedd till viceminister vid ministeriet för ekonomisk utveckling och samarbete, där han var ansvarig för internationellt ekonomiskt samarbete. 
Mulato blev 2001 jordbruksminister, och blev i oktober 2002 talman för House of Federation, en post han hade fram tills 2005 då han blev Etiopiens ambassadör i Turkiet.
Den 7 oktober 2013 valdes Mulato Teshome till president och ersatte då Girma Wolde-Giorgis som hade suttit i två sex-årsperioder. Han svors in av Tegene Getaneh, chef för högsta domstolen, och blev då landets fjärde president. Han efterträddes på posten 2018 av Sahle-Work Zewde.